# Pasterizacija
Pasterizacija je postupak izlaganja namirnica (najčešće tekućih, posebno mlijeka) temperaturi 55-70 °C radi produženja roka trajanja.
Pasterizacija općenito je proces uništavanja vegetativnih oblika mikroorganizama uz istovremenu inaktivaciju enzima u hrani. Postiže se izlaganjem namirnica smrtonosnom vremenu i smrtonosnoj temperaturi koji su različiti za različite vrste hrane i referentne mikroorganizme. Pasterizacijom se uništavaju bakterije, a da se pritom bitno ne mijenjaju sastav, okus i prehrambena vrijednost namirnice. Međutim svakim toplinskim tretmanom dolazi do degradacijskih procesa u hrani, kao što je gubitak vitamina, pigmenata i sl.
Vrlo često se pasterizira mlijeko, kao i sokovi, marmelade, kompoti i sl.
Mlijeko se pasterizira izlaganjem temperaturi 63 °C 30 min., zatim se brzo hladi i skladišti na temperaturi ispod 10 °C. Pivo i vino zagrijavaju se 20 min na 60 °C.
Pasterizacija je dobila ime po francuskom kemičaru Louis Pasteuru koji je prvi primijenio ovu metodu.